# 雅仕维集团
雅仕维傳媒集团有限公司，簡稱雅仕维傳媒集团、雅仕维傳媒，以及雅仕维（英語：Asiaray Media Group Limited，港交所：1993），是一家香港戶外媒體廣告公司，主要在機場及地鐵投放廣告。
雅仕维傳媒集团由林德兴在1993年8月5日于香港成立。公司在2015年1月15日於港交所主板上市。

## 外部連結
- Asiaray.com （页面存档备份，存于）